# 12687 de Valory
12687 de Valory è un asteroide della fascia principale. Scoperto nel 1987, presenta un'orbita caratterizzata da un semiasse maggiore pari a 2,5548648 UA e da un'eccentricità di 0,1226659, inclinata di 13,02189° rispetto all'eclittica.